# Zarathustra Live in Studio
(Museo Rosenbach, Dell' Eterno Ritorno, 1973)
Zarathustra Live in Studio è un album del Museo Rosenbach pubblicato nel dicembre del 2012. La band riprende la sua attività proponendo una versione “live in studio” di Zarathustra, famoso disco che l'ha fatta conoscere in tutto il mondo.

## Descrizione
I tre componenti storici del gruppo, Lupo Galifi, Giancarlo Golzi e Alberto Moreno hanno ricreato il sound delle loro prime esperienze progressive avvalendosi di quattro nuovi componenti, Fabio Meggetto alle tastiere, Sandro Libra e Max Borelli alle chitarre e Andy Senis al basso. Questa realizzazione tiene conto dell'impostazione scenica che il Museo intende dare nei suoi concerti dal 2012 e capovolge la track list tradizionale per sottolineare, con un crescendo dinamico ed emotivo, le caratteristiche più apprezzate della lunga suite che ha dato il nome all'album del 1973.

## Tracce
1. Intro/Dell'eterno ritorno – 7:59
2. Degli uomini – 4:17
3. Della natura – 9:01
4. Zarathustra – 22:21

Durata totale: 43:38

## Formazione
- Alberto Moreno - tastiere
- Giancarlo Golzi - batteria
- Stefano "Lupo" Galifi - voce
- Andy Senis - basso e voce
- Fabio Meggetto - tastiere
- Max Borelli - chitarra
- Sandro Libra - chitarra

## Album
Barbarica 2013